# Karol Divín
Karol Divín, született Finster Károly (Budapest, 1936. február 22. – 2022. április 6.) olimpiai és világbajnoki ezüstérmes, Európa-bajnok csehszlovák válogatott szlovák műkorcsolyázó.

## Eredményei
| Nemzetközi            | Nemzetközi | Nemzetközi | Nemzetközi | Nemzetközi | Nemzetközi | Nemzetközi | Nemzetközi | Nemzetközi | Nemzetközi | Nemzetközi | Nemzetközi |
| Esemény               | 1954       | 1955       | 1956       | 1957       | 1958       | 1959       | 1960       | 1961       | 1962       | 1963       | 1964       |
| --------------------- | ---------- | ---------- | ---------- | ---------- | ---------- | ---------- | ---------- | ---------- | ---------- | ---------- | ---------- |
| Olimpiai játékok      |            |            | 5.         |            |            |            | 2.         |            |            |            | 4.         |
| Világbajnokság        |            | 5.         | 6.         |            | 6.         | 5.         |            |            | 2.         | 4.         | 3.         |
| Európa-bajnokság      | 3.         | 3.         | 3.         | 2.         | 1.         | 1.         | VL         |            | 2.         |            | 3.         |
| Nemzeti               |            |            |            |            |            |            |            |            |            |            |            |
| Csehszlovák bajnokság | 1.         | 1.         | 1.         | 1.         | 1.         | 1.         | 1.         | 1.         | 1.         | 1.         | 1.         |
| VL = visszalépett     |            |            |            |            |            |            |            |            |            |            |            |